# Hundsheim (Dolna Austria)
Hundsheim – gmina w Austrii, w kraju związkowym Dolna Austria, w powiecie Bruck an der Leitha. Liczy 599 mieszkańców (1 stycznia 2014).